# Associação Recreativa e Cultural de Alpendorada
A Associação Recreativa e Cultural de Alpendorada mais conhecido como ARC Alpendorada ou simplesmente ARCA, é um clube multidesportivo português sedeado na freguesia de Alpendorada, Várzea e Torrão, no concelho de Marco de Canavezes. Foi fundado a 2 de fevereiro de 1972. O clube possui 3 modalidades: futsal, andebol e enduro. O clube joga as suas partidas em casa no Pavilhão da Escola Básica 2,3 de Alpendorada.

## Andebol
Nesta modalidade, o clube possui escalões de formação e equipa principal femininas. A equipa principal milita na 1ª Divisão Nacional de Andebol Feminino. Em 2021, venceu a Supertaça Portuguesa de Andebol Feminino, conquistando o primeiro troféu da prova na sua história.Com esta conquista, apurou-se pela primeira vez na história para a Taça da Europa da EHF de Andebol Feminino na época 2021/2022.

## Futsal
Nesta modalidade, o clube possui escalões de formação e equipa principal masculinas. Todos os escalões militam nas divisões distritais da Associação de Futebol do Porto.